# Antonietta Marini-Rainieri
Antonietta Marini-Rainieri est une chanteuse d'opéra italienne, soprano, active durant la première moitié du XIXe siècle. 

## Biographie
Antonietta Marini-Rainieri est la femme du chanteur d'opéra Ignazio Marini qui chante régulièrement avec elle.
Elle interprète en 1835 le rôle de Giulietta, Amalia Schütz Oldosi joue Romeo, lors de la création au Teatro Regio di Parma de I Capuleti e i Montecchi de Vincenzo Bellini. Elle crée à La Scala Leonora dans Oberto (1839) et la Marchesa del Poggio dans Un giorno di regno (1840), les deux premiers opéras de Giuseppe Verdi. Elle crée également dans cet opéra le rôle de la Princesse de Navarre Gianni di Parigi de Gaetano Donizetti (1839). En 1843 elle chante le rôle-titre lors de la première de Maria, regina d'Inghilterra (en) de Giovanni Pacini au Teatro Carolino de Palerme. Elle reprend ce rôle en décembre 1843 à La Scala et au Teatro Carlo Felice en février 1844.